# Enköpings rugbyklubb
Enköpings rugbyklubb är en rugbyklubb i Enköping. Klubben tillhör Svenska rugbyförbundet och spelar i Norra delen. Klubbens hemmaarena är Korsängens IP. Klubben har vunnit 56 svenska mästerskap på senior- och ungdomsnivå samt 89 SM-silver och SM-brons. Klubben bildades den 3 oktober 1968 av landslagsmannen Dennis Pettersson från rugbyklubben Malmö RC. 
Damlaget grundades 1983 och ställde samma år upp i seriespel under tränaren Leif Andersson. Under lagets första år var alla spelarna unga och alla spelare utom en var mellan 16 och 18 år och gick på gymnasiet. År 1984 fick laget en ny tränare, Gert Larsson, och laget blev svenska mästare.

## Sektioner
Klubben består av
- Enköpings rugbyklubb herrar
- Enköpings rugbyklubb damer
- Enköpings rugbyklubb ungdomssektionen

## Meriter
- Herrar: Svenska mästare 1973, 1974, 1975, 1976, 1978, 1979, 1980, 1981, 1982, 1983, 1984, 1985, 1986, 1987, 1988, 1990, 2006, 2007, 2009, 2011[2][3]
- Damer: Svenska mästare 1984, 1986, 1987, 1999, 2010, 2020[4][3]